# Frank Vatrano
Frank „Frankie“ Vatrano (* 14. März 1994 in East Longmeadow, Massachusetts) ist ein US-amerikanischer Eishockeyspieler, der seit Juli 2022 bei den Anaheim Ducks aus der National Hockey League (NHL) unter Vertrag steht und dort auf der Position des Centers spielt. Zuvor verbrachte Vatrano bereits drei Jahre in der Organisation der Boston Bruins sowie vier weitere bei den Florida Panthers und spielte kurzzeitig für die New York Rangers.

## Karriere

### Jugend und Universität
Frank Vatrano wuchs in East Longmeadow, einem Vorort von Springfield, als jüngster von vier Brüdern auf, von denen zwei weitere auf College-Niveau Eishockey spielten. In seiner Jugend spielte er für die Boston Junior Bruins, zuletzt in der Saison 2009/10 in der Eastern Junior Hockey League (EJHL). Im Sommer 2010 wechselte Vatrano ins USA Hockey National Team Development Program (NTDP), die zentrale Talenteschmiede des US-amerikanischen Eishockeyverbands in Ann Arbor, Michigan. Mit dem NTDP nahm er am Spielbetrieb der United States Hockey League (USHL) teil und bestritt darüber hinaus weitere, außerhalb einer Liga ausgetragene Spiele gegen Nachwuchs- und College-Mannschaften des Landes. Zudem fungieren die Teams des NTDP als Nachwuchs-Nationalmannschaften der USA, sodass der Angreifer an der World U-17 Hockey Challenge 2011 teilnahm und dort die Silbermedaille gewann. Im Jahr darauf wurde er mit der U18-Nationalmannschaft bei der U18-Weltmeisterschaft 2012 Junioren-Weltmeister.
Im Herbst 2012 schrieb sich Vatrano am Boston College ein, um dort fortan für die Boston College Eagles aufzulaufen. Nach nur wenigen Tagen wurde er jedoch von der National Collegiate Athletic Association (NCAA), dem Dachverband des College-Sports in den USA, für nicht spielberechtigt erklärt. Grund dafür war ein ungültiger SAT, ein Studierfähigkeitstest; nach Vatranos eigener Aussage hatte er ein falsches Test-Ergebnis eingereicht. In der Folge verließ er das Boston College mit sofortiger Wirkung und kehrte zu den Boston Junior Bruins in die EJHL zurück, wobei er auch in die USHL zurückkehren oder in der Ligue de hockey junior majeur du Québec hätte spielen können, da ihn die Moncton Wildcats 2011 im Entry Draft der Liga an 140. Position ausgewählt hatten.
Nach 19 Spielen in der EJHL und einer Handvoll Einsätzen im NTDP in der Saison 2012/13 entschloss sich Vatrano im Januar 2013, sich an der University of Massachusetts Amherst einzuschreiben. Aufgrund der nach wie vor wirksamen Sperre seitens der NCAA durfte der Angreifer allerdings nur mit den Massachusetts Minutemen, dem Team der Universität, trainieren, nicht jedoch am offiziellen Spielbetrieb teilnehmen. Dieser Zustand hielt über ein Jahr an, in dem Vatrano allerdings fester Teil der Mannschaft war und sowohl Heim- als auch Auswärtsspiele besuchte. Nach Klärung aller bürokratischen Hindernisse debütierte er im März 2014 für die Minutemen, wobei dies sein einziger Einsatz in der endenden Saison blieb. In der folgenden Spielzeit 2014/15, seiner ersten kompletten College-Saison, kam der Angreifer auf 28 Scorerpunkte in 36 Spielen, führte sein Team mit 18 Toren an und war einer von 59 Nominierten für den Hobey Baker Memorial Award, den der beste College-Spieler der USA erhält.

### National Hockey League
Durch seine unfreiwillige Spielpause wurde Vatrano in keinem NHL Entry Draft berücksichtigt und erregte nun erstmals Aufmerksamkeit bei Teams der National Hockey League (NHL), sodass ihn die Boston Bruins im März 2015 mit einem Einstiegsvertrag ausstatteten. Wenig später gab der US-Amerikaner sein Profi-Debüt in der American Hockey League (AHL) für die Providence Bruins, das Farmteam der Boston Bruins.
Die folgende Saison 2015/16 verbrachte Vatrano zu etwa gleichen Teilen in NHL und AHL, wobei er für die Boston Bruins in der NHL auf elf Punkte in 39 Spielen kam. In der AHL ragte der Angreifer allerdings heraus: Für die Providence Bruins erzielte er in 36 Spielen 36 Tore und 19 Vorlagen, wodurch er bester Torschütze der Liga wurde (Willie Marshall Award), obwohl er weniger als die Hälfte der Spiele der regulären Saison absolviert hatte. Mit durchschnittlich ca. 1,5 Scorerpunkten pro Spiel führte er die AHL ebenfalls an. Infolgedessen erhielt Vatrano den Dudley „Red“ Garrett Memorial Award als bester Rookie der Liga (gemeinsam mit Mikko Rantanen) und wurde ins First All-Star Team sowie ins All-Rookie Team der AHL gewählt. Nach der Saison debütierte er für die A-Nationalmannschaft seines Heimatlandes bei der Weltmeisterschaft 2016, wobei er in zehn Spielen auf acht Scorerpunkte kam und mit dem Team den vierten Platz erreichte.
Dennoch gelang es Vatrano – auch durch eine mehrmonatige Fußverletzung zu Beginn der Saison 2016/17 – in der Folge nicht, sich endgültig im NHL-Aufgebot der Bruins zu etablieren, sodass er im Februar 2018 im Tausch für ein Drittrunden-Wahlrecht im NHL Entry Draft 2018 an die Florida Panthers abgegeben wurde. Im Trikot der Panthers steigerte er seine persönliche Leistung zur Spielzeit 2018/19 deutlich, sodass er im Februar 2019 einen neuen Dreijahresvertrag in Florida unterzeichnete, der ihm mit Beginn der Saison 2019/20 ein durchschnittliches Jahresgehalt von ca. 2,5 Millionen US-Dollar einbringen soll. Zum Ende der Vertragslaufzeit wurde der Stürmer im März 2022 im Tausch für ein Viertrunden-Wahlrecht im NHL Entry Draft 2022 an die New York Rangers abgegeben. Dort beendete er die Saison 2021/22 und wechselte anschließend im Juli 2022 als Free Agent zu den Anaheim Ducks, wo er einen mit insgesamt etwa elf Millionen US-Dollar dotierten Dreijahresvertrag unterzeichnete.
In der Saison 2023/24 verzeichnete er mit 60 Punkten aus 82 Partien seine bisher beste Saisonstatistik, wobei er die Ducks in Punkten und Toren (37) anführte.

## Erfolge und Auszeichnungen
- 2016 AHL First All-Star Team
- 2016 Dudley „Red“ Garrett Memorial Award (gemeinsam mit Mikko Rantanen)
- 2016 Willie Marshall Award
- 2016 AHL All-Rookie Team
- 2024 Teilnahme am NHL All-Star Game

### International
- 2011 Silbermedaille bei der World U-17 Hockey Challenge
- 2012 Goldmedaille bei der U18-Weltmeisterschaft

## Karrierestatistik
Stand: Ende der Saison 2024/25

### International
Vertrat die USA bei:
- World U-17 Hockey Challenge 2011
- U18-Junioren-Weltmeisterschaft 2012
- Weltmeisterschaft 2016
- Weltmeisterschaft 2019

(Legende zur Spielerstatistik: Sp oder GP = absolvierte Spiele; T oder G = erzielte Tore; V oder A = erzielte Assists; Pkt oder Pts = erzielte Scorerpunkte; SM oder PIM = erhaltene Strafminuten; +/− = Plus/Minus-Bilanz; PP = erzielte Überzahltore; SH = erzielte Unterzahltore; GW = erzielte Siegtore; 1 Play-downs/Relegation; Kursiv: Statistik nicht vollständig)